# Lautenhausen
Lautenhausen ist ein Ortsteil der Gemeinde Friedewald im osthessischen Landkreis Hersfeld-Rotenburg.
Das Dorf liegt südöstlich der Kerngemeinde am Fuße des Dreienberges im Biosphärenreservat Rhön. Durch den Ort führt die Kreisstraße 12, im Osten verläuft die Bundesstraße 62. Etwa 750 Meter südwestlich der Ortsmitte beginnt der Lauf des Werra-Zuflusses Stärkelsbach nördlich zu Füßen der Burgruine Dreienburg.

## Geschichte

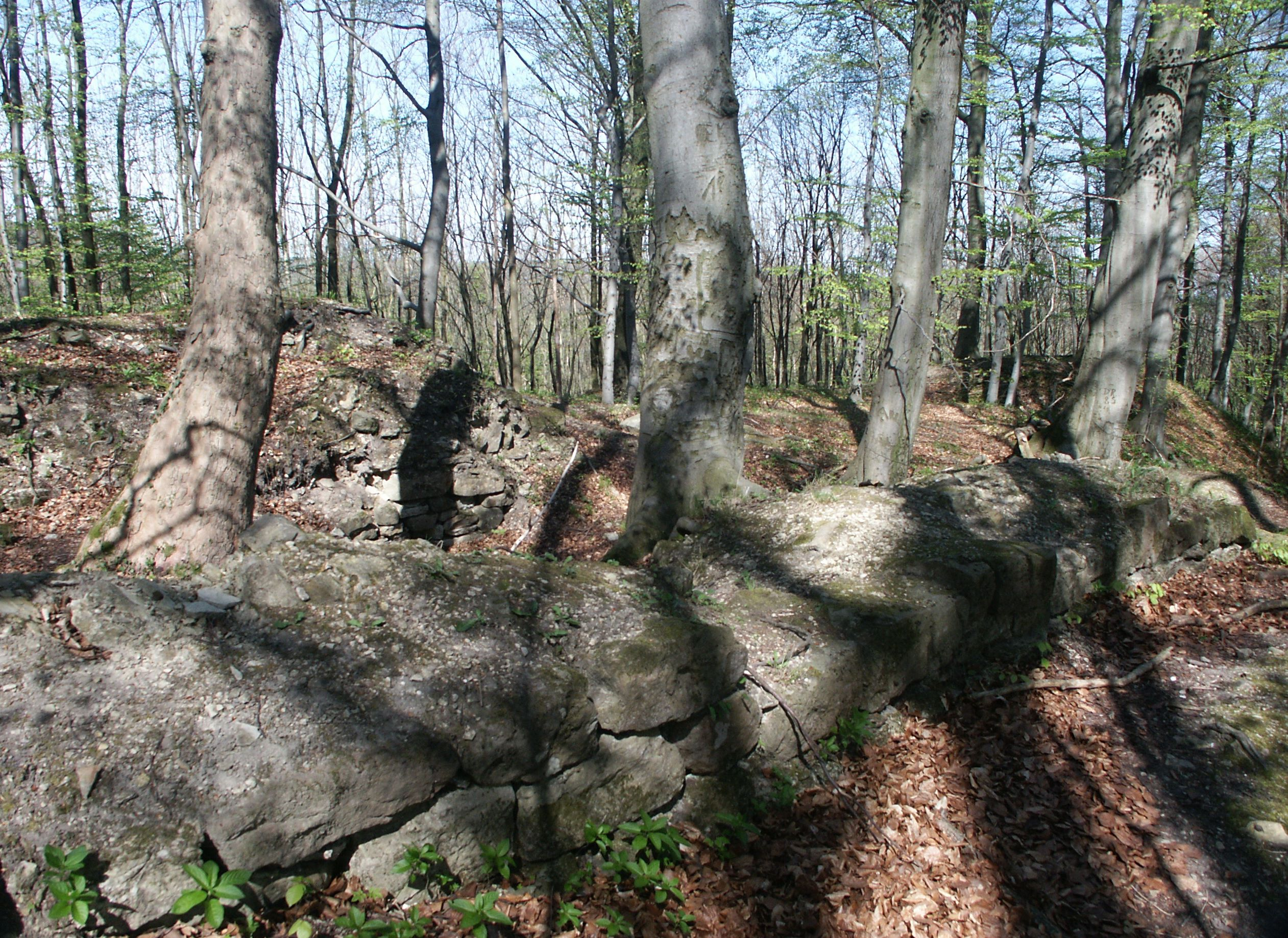
Die Burgruine Dreienburg bei Lautenhausen

### Ortsgeschichte
Erstmals urkundlich erwähnt wird das Dorf im Jahre 1279. Es gehörte zum Amt Friedewald. Lautenhausen gehört zum evangelisch-reformierten Kirchspiel Friedewald. 
Zum 31. Dezember 1971 wurden im Zuge der Gebietsreform in Hessen die bis dahin selbständigen Gemeinden Hillartshausen und Lautenhausen auf freiwilliger Basis in die Gemeinde Friedewald eingegliedert. Für beide Gemeinden wurde je ein Ortsbezirk mit Ortsbeirat und Ortsvorsteher nach der Hessischen Gemeindeordnung gebildet.

### Einwohnerentwicklung
| Lautenhausen: Einwohnerzahlen von 1834 bis 2011 | Lautenhausen: Einwohnerzahlen von 1834 bis 2011 | Lautenhausen: Einwohnerzahlen von 1834 bis 2011 | Lautenhausen: Einwohnerzahlen von 1834 bis 2011 | Lautenhausen: Einwohnerzahlen von 1834 bis 2011 |
| --- | ----------------------------------------------- | ----------------------------------------------- | ----------------------------------------------- | ----------------------------------------------- |
| Jahr |                                                 |                                                 |                                                 | Einwohner                                       |
| 1834 | 1834                                            |                                                 | 260                                             | 260                                             |
| 1840 | 1840                                            |                                                 | 278                                             | 278                                             |
| 1846 | 1846                                            |                                                 | 302                                             | 302                                             |
| 1852 | 1852                                            |                                                 | 311                                             | 311                                             |
| 1858 | 1858                                            |                                                 | 300                                             | 300                                             |
| 1864 | 1864                                            |                                                 | 292                                             | 292                                             |
| 1871 | 1871                                            |                                                 | 262                                             | 262                                             |
| 1875 | 1875                                            |                                                 | 263                                             | 263                                             |
| 1885 | 1885                                            |                                                 | 234                                             | 234                                             |
| 1895 | 1895                                            |                                                 | 208                                             | 208                                             |
| 1905 | 1905                                            |                                                 | 211                                             | 211                                             |
| 1910 | 1910                                            |                                                 | 205                                             | 205                                             |
| 1925 | 1925                                            |                                                 | 210                                             | 210                                             |
| 1939 | 1939                                            |                                                 | 167                                             | 167                                             |
| 1946 | 1946                                            |                                                 | 274                                             | 274                                             |
| 1950 | 1950                                            |                                                 | 280                                             | 280                                             |
| 1956 | 1956                                            |                                                 | 267                                             | 267                                             |
| 1961 | 1961                                            |                                                 | 263                                             | 263                                             |
| 1967 | 1967                                            |                                                 | 262                                             | 262                                             |
| 1970 | 1970                                            |                                                 | 259                                             | 259                                             |
| 1980 | 1980                                            |                                                 | ?                                               | ?                                               |
| 1990 | 1990                                            |                                                 | ?                                               | ?                                               |
| 2000 | 2000                                            |                                                 | ?                                               | ?                                               |
| 2011 | 2011                                            |                                                 | 231                                             | 231                                             |
| Datenquelle: Historisches Gemeindeverzeichnis für Hessen: Die Bevölkerung der Gemeinden 1834 bis 1967. Wiesbaden: Hessisches Statistisches Landesamt, 1968. Weitere Quellen: LAGIS; Zensus 2011 |                                                 |                                                 |                                                 |                                                 |

## Politik
Für den Ortsteil Lautenhausen besteht ein Ortsbezirk (Gebiete der ehemaligen Gemeinde Lautenhausen) mit Ortsbeirat und Ortsvorsteher nach der Hessischen Gemeindeordnung. Der Ortsbeirat besteht aus fünf Mitgliedern. Zur Kommunalwahlen in Hessen 2021 fanden sich nicht genügend Kandidaten für die Ortsbeiratswahl.

## Sehenswürdigkeiten
- Burgruine Dreienburg

## Persönlichkeiten
- Heinrich Sandrock (1811–1882), Gutsbesitzer und Mitglied der kurhessischen Ständeversammlung